# Staurophlebia bosqi
Staurophlebia bosqi – gatunek ważki z rodziny żagnicowatych (Aeshnidae). Występuje na terenie Ameryki Południowej, endemicznie w Argentynie.